# David Cabrera
David Arnoldo Cabrera (San Salvador, 12 de setembro de 1945) é um ex-futebolista profissional salvadorenho, que atuava como atacante.

## Carreira
David Cabrera fez parte do elenco da histórica Seleção Salvadorenha de Futebol da Copa do Mundo de 1970, ele não atuou.